# Jamaica en los Juegos Olímpicos de Albertville 1992
Jamaica estuvo representada en los Juegos Olímpicos de Albertville 1992 por un total de 5 deportistas que compitieron en bobsleigh.  
El portador de la bandera en la ceremonia de apertura fue el deportista de bobsleigh Dudley Stokes. El equipo olímpico jamaicano no obtuvo ninguna medalla en estos Juegos.